# Double Dragon (jeu vidéo, 1987)
Pour les articles homonymes, voir Double Dragon.
Double Dragon (双截龍, ダブルドラゴン, Daburu Doragon - Sō Setsu Ryū) est un jeu vidéo de type beat them all développé par Technos, sorti sur borne d'arcade en 1987, et adapté sur divers consoles et ordinateurs de l'époque.
Il s'agit du premier épisode de la série Double Dragon.
Également développé par Yoshihisa Kishimoto, il est considéré comme le successeur spirituel de Renegade (1986).
La version NES de ce jeu a la particularité d'être sortie en France après sa suite Double Dragon II: The Revenge.

## Scénario
Marion, la petite amie de Billy Lee, un spécialiste des arts martiaux, se fait enlever par le gang des Black Shadows. Billy et son frère Jimmy décident d'aller lui porter secours et de l'arracher des mains de Willy, le chef du gang des Black Shadows.
La version originale japonaise propose un scénario plus étoffé :
Dans les années 1990, la moitié du monde fut détruite par une guerre nucléaire et la violence règne désormais en maître dans les rues américaines. L'un des gangs les plus virulents des États-Unis, les Black Warriors, fait alors la loi dans les rues. Deux frères jumeaux, Jimmy et Billy, aguerris au style martial Sousetsuken et propriétaires du dojo Sousetsuken, décident de se dresser face à eux et d'enseigner leur art aux habitants de la ville. Ils sont bientôt surnommés les Double Dragon. On compte, parmi les élèves des deux frères, Marian, la petite amie de Billy. Les Black Warriors décident d'utiliser Marian pour attirer Billy dans leur repaire. Billy et Jimmy décident de se rendre sur les terres des Black Warriors pour sauver Marian des griffes de Willy.
Dans certaines versions, Jimmy se révèle être le chef secret du gang des Black Warriors.

## Système de jeu
Inspiré de Renegade dont il est la suite informelle, Double Dragon est à sa sortie une véritable révolution du genre et pose les bases qui seront reprises par tous les beat them all qui suivront.
Il est le premier jeu du genre à proposer un véritable mode deux joueurs où ceux-ci peuvent coopérer ou s'affronter. La palette de coups est bien plus étendue que ce qui se faisait jusqu'à présent : là où généralement deux ou trois types d'attaques étaient possibles, Double Dragon vient ajouter aux traditionnels coups de poing et de pied, des coups de coude, de genou, de tête, des projections, des coups de pied sautés retournés... Les ennemis disposent d'attaques variées alors que le schéma de l'époque était plutôt d'un type d'attaque par type d'ennemi. Les armes (mis à part le fusil d'assaut de Willy) peuvent être utilisées aussi bien par le joueur que les ennemis.
L'action ne se déroule pas sur un simple plan horizontal comme pour beaucoup de beat them all plus anciens tels que Kung-Fu Master (1984) ou encore Trojan (1986): il est également possible d'évoluer en profondeur, ce qui apporte un véritable changement dans la manière de se déplacer et de se positionner par rapport aux méchants. Le joueur est amené à réévaluer constamment son positionnement et à choisir son angle d'attaque pour aborder les ennemis tout en prenant le moins de risques possibles de se faire toucher.
Le jeu à deux joueurs en simultané et en coopération est une vraie nouveauté : les seuls jeux de combats à proposer le mode simultané étaient des jeux de duel où les joueurs étaient forcés de s'affronter et pour les autres beat them all, il fallait se contenter de jouer à tour de rôle, un peu à la manière d'un jeu de flipper. Ici la coopération est indispensable pour arriver au bout de l'aventure mais le jeu laisse la liberté totale aux joueurs de s'affronter s’ils le désirent et encourage même, à la fin, le duel fratricide pour savoir qui de Jimmy ou Billy aura les faveurs de Marion.
Hormis ces éléments novateurs, le jeu reprend les bases ayant popularisé le genre. Double Dragon comporte quatre niveaux (cinq en réalité, si on compte la falaise avant la base secrète) dans lesquels il faut faire face à des ennemis en surnombre et dont la fin est gardée par un boss. Un certain nombre d'armes est à la disposition du joueur pour l'aider à se frayer un chemin : des battes de baseball, des fouets, des couteaux, des bâtons de dynamite...
Le jeu est court et assez facile : il faut moins d'une trentaine de minutes pour le terminer.

## Accueil
Le jeu est l'une des entrées de l'ouvrage Les 1001 jeux vidéo auxquels il faut avoir joué dans sa vie.
Il a reçu un très grand accueil dans le monde de par ses qualités dans tous les domaines et ses idées novatrices.
L'attente en salle d'arcade devenant interminable lorsque le "coup de coude", coup quasiment imparable, devint la norme...